# Пікоплано
Пікопла́но (Rhynchocyclus) — рід горобцеподібних птахів родини тиранових (Tyrannidae). Представники цього роду мешкають в Мексиці, Центральній і Південній Америці .

## Опис
Пікоплано — дрібні птахи, середня довжина яких становить 13,5-17 см, а вага 14-26,5. Вони мають відносно великі голови, широкі, сплющені дзьоби, їхнє забарвлення переважно тьмяно-оливкове. Пікоплано живуть в густих вологих тропічних лісах. Їм притаманні великі, закриті, грушоподібні гнізда з входом, направленим донизу.

## Таксономія і систематика
Молекулярно-генетичне дослідження, проведене Телло та іншими в 2009 році дозволило дослідникам краще зрозуміти філогенію родини тиранових. Згідно із запропонованою ними класифікацією, рід Пікоплано (Rhynchocyclus) належить до родини Пікопланові (Rhynchocyclidae) і підродини Пікопланних (Rhynchocyclinae). До цієї підродини систематики відносять також рід Мухоїд (Tolmomyias). Однак більшість систематиків не визнає цієї класифікації.

## Види
Виділяють чотири види:
- Пікоплано панамський (Rhynchocyclus brevirostris)
- Пікоплано оливковий (Rhynchocyclus olivaceus)[10]
- Пікоплано темний (Rhynchocyclus pacificus)
- Пікоплано рудий (Rhynchocyclus fulvipectus)

## Етимологія
Наукова назва роду Rhynchocyclus походить від анаграми наукової назви роду Cyclorhynchus Sundevall, 1836, яка в свою чергу походить від сполучення слів дав.-гр. ῥυγχος — дзьоб і κυκλος — щит.